# Accinctapubes albifasciata
Accinctapubes albifasciata är en fjärilsart som beskrevs av Druce 1902. Accinctapubes albifasciata ingår i släktet Accinctapubes och familjen mott. Inga underarter finns listade i Catalogue of Life.